# Róża Schindler-Süss
Rosa Schindler-Süss, także Róża Szyndler-Suessowa (ur. 2 września 1872 w Gliwicach, data i miejsce śmierci nieznane) – niemiecko-polska skrzypaczka i pedagożka pochodzenia żydowskiego.

## Życiorys
Była uczennicą Josepha Joachima. Zdobywczyni stypendium im. Felixa Mendelssohna w 1892 roku. Nauczycielka klasy skrzypiec w Liceum Muzycznym Heleny Kijeńskiej w Łodzi. Pierwsza nauczycielka Pawła Kleckiego.  Była solistką występującą na koncertach w Łodzi, przy akompaniamencie Łódzkiej Orkiestry Symfonicznej, a także grała koncerty w Filharmonii Warszawskiej. Matka tłumaczki i pisarki Ilony Ralf Sues, aktorki Lilly Sueß-Eisenlohr, znanej też jako Lili Valenty oraz księgowego Harrego Egona Arno Suessa (ur. 7 września 1905 w Łodzi - zm. 24 kwietnia 1970, tamże).